# One More Try
Singles de George Michael
Father Figure
(1988) Monkey
(1988)
Clip vidéo
[vidéo] « George Michael - One More Try », sur YouTube
One More Try (littéralement « Encore un essai » en anglais) est une chanson de l'auteur-compositeur-interprète britannique George Michael, sortie sur son premier album studio en solo, Faith, en 1987, puis en single en 1988,. Ce titre est un des tubes internationaux emblématiques de George Michael et des années 1980.

## Histoire

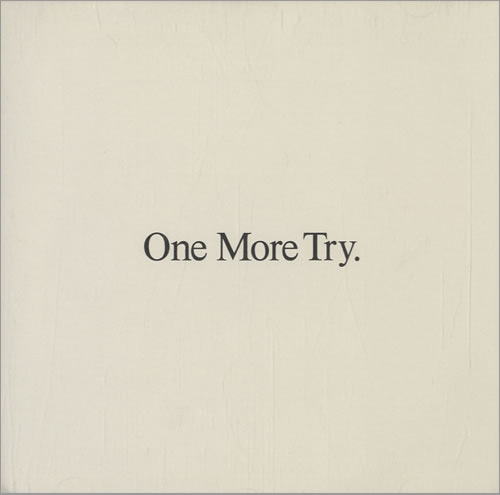
Pochette du single

George Michael quitte son précédent groupe Wham! en 1986, pour poursuivre sa carrière en solo. Il écrit et compose alors cette chanson en pleine période new wave des années 1980 sur le thème « des doutes douloureux vis-à-vis des sentiments pour lui de sa partenaire amoureuse (ou de son partenaire amoureux) et sur la question d'arrêter ou d'essayer de poursuivre leur relation »[réf. nécessaire] (« Maintenant je pense qu'il est temps, que tu me le fasses savoir, alors si tu m'aimes, dis que tu m'aimes, mais si tu ne le fais pas, laisse-moi juste partir... »).
Ce single sort pendant sa première tournée promotionnelle internationale en solo The Faith Tour (en) de 1988. Il se classe en tête du Billboard Hot 100 aux États-Unis pendant trois semaines, où il est certifié disque d'or, ainsi que n°1 des ventes au Canada et au Royaume-Uni. En France, il obtient également du succès et se classe à la cinquième place du Top 50, devenant le seul single extrait de Faith à s'être placé dans les dix meilleures places du classement. L'album Faith se vend à près de 25 millions d'exemplaires dans le monde, devenant l'un des albums les plus vendus au monde. 

## Clip
Le clip de la chanson est réalisé en Australie par Tony Scott, avec George Michael seul dans une chambre d'hôtel, en pleine introspection personnelle douloureuse sur sa relation amoureuse.

## Performance dans les hits-parades
| Classement (1988)                      | Meilleure position |
| -------------------------------------- | ------------------ |
| Allemagne (Media Control AG)           | 22                 |
| Australie (ARIA)                       | 49                 |
| Autriche (Ö3 Austria Top 40)           | 19                 |
| Belgique (Flandre Ultratop 50 Singles) | 3                  |
| Canada (RPM)                           | 1                  |
| France (SNEP)                          | 5                  |
| Irlande (IRMA)                         | 1                  |
| Norvège (VG-lista)                     | 7                  |
| Nouvelle-Zélande (RMNZ)                | 8                  |
| Pays-Bas (Nederlandse Top 40)          | 4                  |
| Royaume-Uni (UK Singles Chart)         | 8                  |
| Suède (Sverigetopplistan)              | 4                  |
| Suisse (Schweizer Hitparade)           | 4                  |
| États-Unis (Hot 100)                   | 1                  |
| États-Unis (Adult Contemporary)        | 1                  |

| Classement (2016-17) | Meilleure position |
| -------------------- | ------------------ |
| France (SNEP)        | 40                 |

### Certifications
| Pays       | Certification |
| ---------- | ------------- |
| France     | Argent        |
| États-Unis | Or            |

## Reprises et adaptations
Ce tube est repris et adapté en particulier par Mariah Carey dans son album Me. I Am Mariah... The Elusive Chanteuse de 2014,.